# Kate Svanholm
Kate Svanholm (f. 18. maj 1962) er dansk korsanger, solist og Punk- og New Wave pionér. Begyndte som sangerinde i 1977 i Sofamania, fortsatte i 1978 som sangeren Pussi Punk i Lost Kids og derefter i Repeat Repeat og Monomania. Har bl.a. optrådt som korsanger for Rugsted & Kreutzfeldt og i flere af teatergruppen Solvognens musicalopsætninger.

## Diskografi
Solo
- 1983 Do it again (Single)
- 2014 Angel (Single)
- 2019 You don't know me (Single)

Med Sofamania
- 1979 Sofamania

Med Monomania
- 1979 I'm weird

Med Lost Kids
- 1979 Lost kids (Single)
- 1980 Bla bla
- 1981 Bla Bla 2

Med Repeat Repeat
- 1981 Chinese highway
- 1982 Noise Reduction, Day Tripper, The Weasel (EP)

Med Solvognen
- 1988 Vi var forelsket; teaser for musicalen Jonny og Sussie (Single)

Gæsteoptræden
Med Warm Guns
- 1979 Invisible man på albummet First Shot Live

Med Jørgen Klubien
- 1982 Kor og koreografi på Jørgen Klubien og Carsten Elmers bidrag Marie i Dansk Melodi Grand Prix 1982 sammen med Søs Fenger, Nanna og Pia Ursin[2]